# Лъгадина (дем)
 Тази статия е за административната единица.  За града, който е неин център, вижте Лъгадина.  
Лъгадина (на гръцки: Δήμος Λαγκαδά, Димос Лангада) е дем в област Централна Македония на Република Гърция. Център на дема е град Лъгадина (Лангадас).

## Селища
Дем Лъгадина е създаден на 1 януари 2011 година след обединение на седем стари административни единици – демите Лъгадина (Лангадас), Лахна (Лаханас), Гвоздово (Асирос), Сухо (Сохос), Калиндия, Корония, Богданска планина (Вертискос) по закона Каликратис.

### Демова единица Лъгадина
Според преброяването от 2001 година демът има 16 836 жители и в него влизат следните демови секции и селища в Лъгадинското поле:
- Демова секция Лъгадина

- град Лъгадина (Λαγκαδάς, Лангадас)

- Демова секция Аналипси

- село Аналипси (Ανάληψη, старо Курфали, Куровали)

- Демова секция Аракли

- село Аракли (или Ракли, Ηράκλειο, Ираклио)

- Демова секция Балевец

- село Балевец (или Балавча, Балафча, Κολχικό, Колхико)
- село Дракондио (старо Драменджик, Δρακόντιο)

- Демова секция Каваларци

- село Каваларци (или Кавалар, Καβαλλάρι, Кавалари)

- Демова секция Лъгиново

- село Лъгиново (или Лагиново, Лайна, Λαγυνά, Лагина)

- Демова секция Сирачево

- село Сирачево (или Сарачи, Περιβολάκι, Периволаки)

- Демова секция Хрисавги

- село Хрисавги (старо Сарияр или Сариер, Χρυσαυγή)

### Демова единица Лахна
Според преброяването от 2001 година дем Лахна (Δήμος Λαχανά) с център в Негован (Ксилополи) има 3779 жители и в него влизат следните демови секции и селища в северната част на Богданската планина (Вертискос):
- Демова секция Негован

- село Негован (Ξυλόπολη, Ксилополи)

- Демова секция Зарово

- село Зарово (Νικόπολη, Никополи)

- Демова секция Картерес

- село Картерес (Καρτερές, старо Караджакьой)
- село Маврорахи (Μαυρορράχη, старо Отманли махала)
- село Стефания (Στεφάνια)
- село Богородица (или Яниккьой, Еникьой, Δορκάδα)

- Демова секция Левкохори

- село Левкохори (Λευκοχώρι, старо Клепе)

- Демова секция Лахна

- село Лахна (Λαχανάς, Лаханас)
- село Кидония (Κυδωνιά, старо Айвалъкдере или Айваджикдере махала)
- село Евангелистрия (Ευαγγελίστρια, старо Караджали)

### Демова единица Гвоздово
Според преброяването от 2001 година дем Гвоздово (Δήμος Ασσήρου) с център в Гвоздово (Асирос) има 2481 жители и в него влизат следните демови секции и селища в северната част на Лъгадинското поле:
- Демова секция Гвоздово (2481)

- село Гвоздово (или Гювезна, Άσσηρος, Асирос)
- село Ексамили (Εξαμίλι, Ексамили)

- Демова секция Ново село

- село Ново село (или Еникьой, Κριθιά, Крития)

На територията на демовата единица е и историческото село Гнойна (Παλαιοχώρα, Палеохора).

### Демова единица Сухо
Според преброяването от 2001 година дем Сухо (Δήμος Σοχού) с център в Сухо (Сохос) има 5773 жители и в него влизат следните демови секции и селища в Богданската планина (Вертискос):
- Демова секция Сухо

- село Сухо (Σοχός, Сохос)

- Демова секция Крионери

- село Крионери (Κρυονέρι, старо Граничево, Гранич)
- село Авги (Αυγή)

- Демова секция Аскос

- село Аскос (Ασκός, старо Яникия)

### Демова единица Богданска планина
Според преброяването от 2001 година дем Богданска планина (Δήμος Βερτίσκου) с център във Висока (Оса) има 3350 жители и в него влизат следните демови секции и селища в Богданската планина (Вертискос):
- Демова секция Висока

- село Висока (Όσσα, Оса)
- село Галини (Γαλήνη, старо Кучкар)

- Демова секция Вертискос

- село Вертискос (Βερτίσκος, старо Берово)
- село Хоруда (или Хоруд, Χωρούδα)

- Демова секция Лофискос

- село Лофискос (Λοφίσκος, старо Кара Омерли)
- село Арети (Αρετή, старо Чернак)

- Демова секция Пенде Врисес

- село Пенде Врисес (Πέντε Βρύσες, старо Хаджи махала)
- село Полидендри (Πολυδένδρι, старо Джами махала)

### Демова единица Калиндия
Според преброяването от 2001 година дем Калиндия (Δήμος Καλλινδοίων) с център в Загливери има 4689 жители и в него влизат следните демови секции и селища в северната част на Халкидическия полуостров:
- Демова секция Загливери

- село Загливери (Ζαγκλιβέρι)

- Демова секция Адам

- село Адам (Αδάμ)

- Демова секция Калмото

- село Каламото (Καλαμωτό, старо Кари гьол)
- село Месокомо (Μεσόκωμο, старо Кирен, Гирен)

- Демова секция Петрокераса

- село Петрокераса (Πετροκέρασα, старо Равна)

- Демова секция Саракина

- село Саракина (Σαρακήνα, старо Саракиново)
- село Агиос Хараламбос (Άγιος Χαράλαμπος, старо Чифлик)

### Демова единица Корония
Според преброяването от 2001 година дем Корония (Δήμος Καλλινδοίων) с център в Йеракару има 4286 жители и в него влизат следните демови секции и селища в северната част на Халкидическия полуостров по южния бряг на Лъгадинското езеро (Корония):
- Демова секция Йеракару

- село Йеракару (Γερακαρού)

- Демова секция Агиос Василиос

- село Агиос Василиос (Άγιος Βασίλειος, старо Свети Васил или Айвасил)

- Демова секция Ардамери

- село Ардамери (Αρδαμέρι)

- Демова секция Василуди

- село Василуди (Βασιλούδι, старо Левен)

- Демова секция Лангадикия

- село Лангадикия (Λαγκαδίκια)